# Língua awa pit
Awa ou Awa pit, também conhecido como Cuaiquer, é uma língua Barbacoan falada pelo povo Awá-Kwaiker, que habita território abrangendo o norte do Equador e o sul da Colômbia (a língua às vezes também é chamada de Coaiquer, Quaiquer ou Kwaiker na Colômbia, e como Awapit no Equador.  Awa pit é classificada pela UNESCO como severamente ameaçada de extinção.
A língua pit Awa tem cerca de 21 mil falantes, a maior parte residindo na Colômbia na encosta dos Andes no Pacífico, com cerca de mil em uma área adjacente do Equador. Embora a maioria dos homens também fale espanhol, as mulheres e crianças são predominantemente monolíngües. 
Alfabetização entre falantes de Awa é inferior a 1% em sua língua nativa e abaixo de 5% na língua espanhola secundária.

## Características
A linguagem pit Awa tem uma estrutura sujeito-objeto-verbo e adotou o alfabeto latino. Grammatically, Awa pit usa um sistema característico de sufixos verbais disjuntos para marcação de pessoas, com o que exibe similaridades com algumas línguas tibeto-birmanesas, como o Newari, língua de Kathmandu.

## Fonologia
Este é o inventário fonético do Awa Pit:
|             |             | Bilabial | Alveolar | Alveolar | Pós-alveolar | Palatal | Velar |
| plana       | lateral     | Bilabial |          |          | Pós-alveolar | Palatal | Velar |
| ----------- | ----------- | -------- | -------- | -------- | ------------ | ------- | ----- |
| Nasal       | Nasal       | m        | n        |          |              |         | ŋ     |
| Oclusiva    | Oclusiva    | p        | t        |          |              |         | k     |
| Fricativa   | surda       |          | s        | ɬ        | ʃ            |         |       |
| Fricativa   | sonora      |          | z        |          | ʒ            |         |       |
| Aproximante | Aproximante |          |          | l        |              | j       | w     |

|         | Anterior | Central | Posterior |
| ------- | -------- | ------- | --------- |
| Fechada | i        | ɨ       | u         |
| Aberta  |          | a       |           |

## Amostra de texto
Wantuz awá m+jan wuantuz nitchatpa karakas m+nkaskachapmuchi. Mamaz kualtuz puchakas awapit relionkaz upiniónkaz politkakaz mamaztusne indulekaz nacionalkaz socialkaz posicionkaz pialkaz chikta mamaztuskaz kunticionkaz.
Português
Todos os seres humanos nascem livres e iguais em dignidade e direitos. Eles são dotados de razão e consciência e devem agir em relação uns aos outros em espírito de fraternidade.
(Artigo 1 da Declaração Universal dos Direitos Humanos)